# Синдром Мелькерсона — Розенталя
 Синдром Мелькерсона — Розенталя  (другое название — «синдром Мишера — Мелькерсона — Розенталя») — редкое неврологическое расстройство, характеризуется повторяющимися параличом лица, отёком лица и губ (обычно верхней губы), и развитием складок и борозд на языке. Начало заболевания в детстве или ранней юности. После периодических приступов (от нескольких дней до нескольких лет между ними), отёк может сохраняться и увеличиваться, в конечном итоге становится постоянным. Губы могут стать твёрдыми и потрескавшимися с красновато-коричневой окраской. Причина синдрома Мелькерсона — Розенталя неизвестна, но может быть генетическая предрасположенность. Было замечено, что особенно распространена среди некоторых этнических групп в Боливии. Это может быть симптомом болезни Крона или саркоидоза.

## Лечение
Лечение симптоматическое и может включать в себя нестероидные противовоспалительные препараты (НПВП) и кортикостероиды, чтобы уменьшить отёк, антибиотики и иммунодепрессанты. Хирургическое вмешательство может быть показано, чтобы облегчить давление на лицевые нервы и уменьшить отёк, но его эффективность остается неопределённой. Могут быть также предусмотрены массаж и электрическая стимуляция.

## Прогнозы
Синдром Мелькерсона — Розенталя может повторяться периодически после его первого появления. Это может стать хроническим расстройством. Последующее наблюдение должно исключить развитие болезни Крона или саркоидоза.

## Эпоним
Состояние названо в честь Эрнста Мелькерсона и Курта Розенталя.

## Исследования
NINDS поддерживает исследования в области неврологических расстройств, таких как синдром Мелькерсона — Розенталя. Многие из этих исследований направлены на повышение уровня знаний этих нарушений и нахождения способов лечения, профилактики, и в конечном итоге избавления от них.